# Roboré
Roboré ist eine Kleinstadt im Departamento Santa Cruz im südamerikanischen Anden-Staat Bolivien. Die Stadt wurde am 16. Februar 1916 durch Ángel Sandoval Peña gegründet, dem Entwicklungsbeauftragten der bolivianischen Regierung für das kaum erschlossene Tiefland.

## Lage im Nahraum
Roboré ist der zentrale Ort des Municipio Roboré in der Provinz Chiquitos und liegt auf einer Höhe von 261 m am südlichen Rand des Municipios. Südlich der Stadt liegt der See Laguna Sucuara, der von Norden durch den Río San Carlos gespeist wird, unterhalb der Stadt den Namen Río Roboré trägt und dann zum Río San Rafael wird, ehe er in den Río Aguas Calientes mündet, der sich wiederum mit dem Río Tucavaca zum Río Otuquis vereinigt, der weiter nach Südosten zur Stadt El Carmen Rivero Tórrez fließt.

## Geographie
Roboré liegt im bolivianischen Tiefland zwischen den Anden-Gebirgsketten der Cordillera Central im Westen und der brasilianischen Grenze im Osten. Nördlich und östlich der Stadt verläuft der Höhenzug der Serranía Santiago, die direkt nordöstlich von Roboré eine Höhe von 1230 m erreicht.
Die mittlere Durchschnittstemperatur der Region liegt bei 26 °C, der Jahresniederschlag beträgt etwa 1100 mm (siehe Klimadiagramm Roboré). Die Region weist ein tropisches Klima mit ausgeglichenem Temperaturverlauf auf, die Monatsdurchschnittstemperaturen schwanken nur unwesentlich zwischen 22 °C im Juni und 28 °C von Oktober bis Januar. Die Monatsniederschläge liegen zwischen unter 35 mm in den Monaten Juli und August und über 160 mm im Dezember und Januar.

## Verkehrsnetz
Roboré liegt in einer Entfernung von 409 Straßenkilometern östlich von Santa Cruz, der Hauptstadt des Departamentos.
Von Santa Cruz aus führt die asphaltierte Nationalstraße Ruta 4 in östlicher Richtung über Cotoca, Pailón und San José de Chiquitos nach Roboré. Von hier aus führt die Ruta 4 über weitere 203 Kilometer bis Puerto Suárez an der brasilianischen Grenze. Durch Roboré verläuft auch eine über weite Strecken einspurige Bahnlinie, die Santa Cruz mit Puerto Suárez verbindet.

## Bevölkerung
Die Einwohnerzahl der Stadt hat sich in den 1980er Jahren nahezu verdoppelt, ist seither jedoch nahezu unverändert geblieben:
| Jahr | Einwohner | Quelle       |
| ---- | --------- | ------------ |
| 1976 | 6 088     | Volkszählung |
| 1992 | 10 360    | Volkszählung |
| 2001 | 9 919     | Volkszählung |
| 2012 | 10 098    | Volkszählung |
| 2024 |           | Volkszählung |